# Chesterfield Football Club
El Chesterfield Football Club es un club de fútbol de Inglaterra, de la ciudad de Chesterfield condado de Derbyshire. Fue fundado en 1866 y juega en la Football League Two, la cuarta división del fútbol inglés. El club fue miembro fundador de la Football League Third Division North (hoy tercera división del fútbol inglés) en 1921-1922. Ascendieron a la segunda división en dos ocasiones en la década de 1930.
Después de haber dejado su histórico estadio el "Saltergate" en la temporada 2009-10, Chesterfield comenzó a jugar sus partidos como local en el Proact Stadium con capacidad de 10504 aficionados. Este estadio fue renombrado en la temporada 2014/15 al Gigante de Chester y exapandido hasta la capacidad actual que es 10,504 espectadores.
Los más notables éxitos de Chesterfield se produjeron en la década de 1990, cuando ganaron las eliminatorias de la Football League Third Division (cuarta división) en Wembley el año de 1995 y llegaron a semifinales de la FA Cup dos años más tarde (eran el primer club de fuera de las dos primeras divisiones para llegar a esta etapa de la competición desde Plymouth Argyle en 1984)

## Historia

### Comienzos

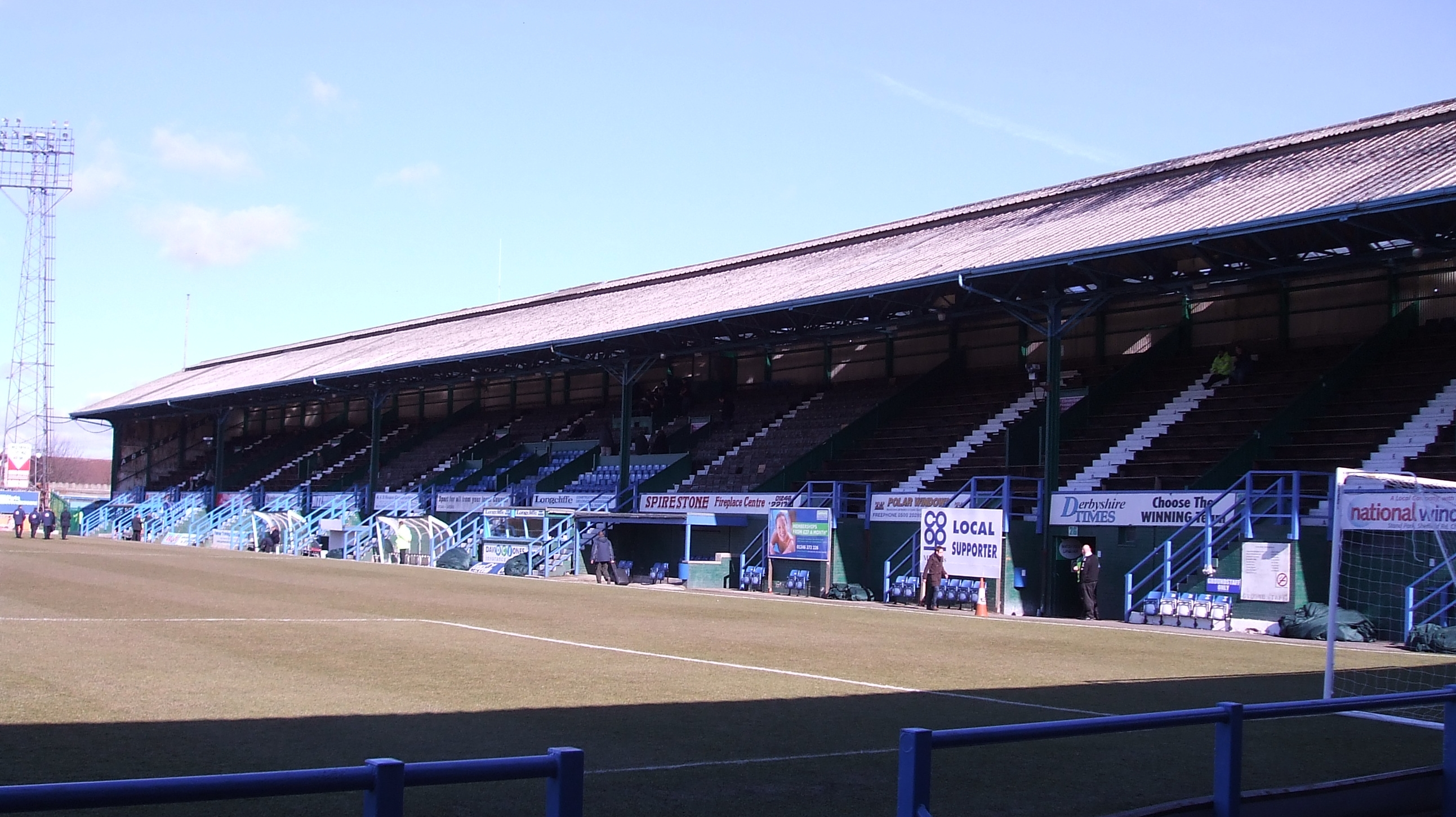
Vista de una de las tribunas del Saltergate, estadio del club hasta 2010.

La fecha en que se formó el primer Chesterfield Football Club es incierta, con la nueva evidencia descubierta por el historiador del club Stuart Basson en 2012 indica la necesidad de una revaluación.
Una edición del Derbyshire Times reporta en un artículo que se observó un partido programado entre "Chesterfield y el club de fútbol Norton" con fecha del 2 de enero de 1864. Esto sugiere que Chesterfield, ya sea libremente o formalmente organizada, era activo a partir de al menos 1863.
Por el contrario, la investigación anterior de Basson habían encontrado un Chesterfield FC constituido formalmente a partir de "Chesterfield Cricket Club" en octubre de 1867. (Esto en sí mismo no concordaba con un reporte de 1905 en "The Book of Football", que utilizó la frase "ya en 1866" para señalar el año de la fundación. A pesar de ser la fuente de muchos otros reportes que dio 1866 como la fecha de fundación a partir de entonces.
Sea cual sea el origen exacto, en la década de 1860, los clubes de cricket y el fútbol se trasladaron al estadio "Recreation Ground" en Saltergate en 1871, el mismo año en que se convirtieron en entidades separadas. Sin embargo, un conflicto en la relación entre los dos, determinó el cierre del club de fútbol una década más tarde, en 1881, cuando se encontró sin hogar. Muchos jugadores se unió a otros equipos locales, en especial Chesterfield Livingstone, un club que ocupaba el Saltergate y Chesterfield Spital, un equipo que compitió en los primeros años de la FA Cup.
Tres años más tarde, en 1884, una nueva entidad llamada Chesterfield Football Club se formó, de nuevo haciendo su casa el Saltergate. Se llamaron los jugadores del club anterior y de Chesterfield Livingstone y Chesterfield Spital, aunque los registros muestran que Spital continuó como club por separado. Después de cambiar su nombre a Chesterfield Town, el club se convirtió en profesional en 1891 y ganó varios trofeos locales en las siguientes dos temporadas, entrando en la Copa FA por primera vez en 1892. Para la temporada 1892-93, el club llevaba una camiseta extraordinaria toda de color azul oscuro con el "Unión Jack" estampado en la parte delantera de la camiseta. Chesterfield se unió a la Midland League en 1896, y promovido con éxito por un lugar en la Segunda División de la Football League en el inicio de la temporada 1899-1900, finalizando séptimo. Después de terminar al fondo de la tabla tres años consecutivos, el club no pudo ganar la reelección a la Liga en 1909, volviendo a la Midland League.
En 1915 Chesterfield Town fue puesto en liquidación voluntaria y un nuevo club con el mismo nombre se formó para jugar a fútbol durante la guerra con "invitados" de la Football League. Duró solo dos años antes que su gestión y los jugadores fueran suspendidos por la FA por pagos ilegales y el club cerró.

### Equipo Actual
Para llenar el vacío dejado en la ciudad, Chesterfield Borough Council formó un nuevo club el 24 de abril de 1919. Inicialmente llamado Chesterfield Municipal FC, el club tuvo un gran desempeño en el terreno de juego en su primera temporada, levantando el título de la Liga Midland y lo hizo a pesar de tres cambios de técnico. Sin embargo, La Asociación del Fútbol y la Football League ya habían dejado en claro su oposición a un club perteneciente al gobierno y finalmente, obligado a cortar sus lazos y ser independiente, se reflejó en un cambio de nombre a Chesterfield FC en diciembre de 1920.
En 1921-1922, Chesterfield Football Club se convirtió en miembro fundador de la nueva liga de fútbol de Tercera División llamada "Third Division North". Tras la llegada del nuevo mánager Ted Davison en 1926 y del presidente Harold Shentall en 1928, el club ganó el tercer título de la Third Division North en la temporada 1930-31 con una victoria de 8-1 sobre Gateshead en el último partido, y ascendieron a la Segunda División. Descendieron en 1933, pero el título de la Third Division North se ganó de nuevo en 1936.
Después de la guerra, el club logró su mejor posición de la Liga, terminando cuarto en la Segunda División en 1946-47. Sin embargo, la venta de varios jugadores al final de la temporada redujo la calidad del club, y Chesterfield descendió al final de la temporada 1950/51. Fueron colocados en la Tercera División en el inicio de la temporada 1958/59; donde debutó Gordon Banks (futuro portero de la selección inglesa) en un juego de la Tercera División, en noviembre de 1958, pero fue vendido a Leicester City por una cuota de £ 7000 al final de la temporada. En 1961 Chesterfield descendió a la cuarta división por primera vez.
Chesterfield pasó ocho temporadas en la Cuarta División, ganando la promoción como campeones en 1969-70 bajo el entrenador Jimmy McGuigan. La Copa Anglo-Escocesa fue ganada en 1981. El club descendió en 1983, y ganó el título de la cuarta división en la temporada siguiente. En 1985 las dificultades financieras obligaron al consejo de la ciudad de Chesterfield a rescatar al club y el campo de entrenamiento del club fue vendido.
Descendió en la temporada 1988-89; Chesterfield alcanzó las eliminatorias para el ascenso un año después, pero fueron derrotados por Cambridge United en la final. La llegada de John Duncan como técnico en 1993 fue seguida en la temporada 1994/95 por las victorias en las eliminatorias contra Mansfield Town y Bury para ganar el ascenso a la Segunda División.

## Entrenadores
- Jack Lester (2017-2018)[1]
- Martin Allen (2018)
- John Sheridan (2019-2020).
- John Pemberton (2020)
- James Rowe (2020-2022)
- Paul Cook (2022-act.)

## Palmarés
| Competición nacional                 | Títulos                                                       | Subcampeonatos |
| ------------------------------------ | ------------------------------------------------------------- | -------------- |
| Tercera División (2/1)               | 1930–31, 1935–36                                              | 1933-34,       |
| Cuarta División (4/0)                | 1969–70, 1984–85, 2010–11, 2013–14                            |                |
| Midland Football League (1889) (2/0) | 1909–10, 1919–20                                              |                |
| Football League Trophy (1/1)         | 2011-12                                                       | 2013-14        |
| Copa Anglo-Escocesa (1/0)            | 1980–81                                                       |                |
| Derbyshire Senior Cup (7/0)          | 1898–99, 1920–21, 1921–22, 1924–25, 1932–33, 1936–37, 2017–18 |                |